# Ophiopsila bispinosa
Ophiopsila bispinosa är en ormstjärneart som beskrevs av A.M. Clark 1974. Ophiopsila bispinosa ingår i släktet Ophiopsila och familjen Ophiocomidae. Inga underarter finns listade i Catalogue of Life.